# Titularbistum Hadriani ad Olympum
Hadriani ad Olympum (ital.: Adriani) ist ein Titularbistum der römisch-katholischen Kirche. 
Es geht zurück auf ein früheres Bistum der antiken Stadt Hadrianoi in der kleinasiatischen Landschaft Mysien beim heutigen Orhaneli in der Türkei. Das Bistum gehörte der Kirchenprovinz Nikomedia an.
| Titularbischöfe von Hadriani ad Olympum |                        | |               |                   |
| Nr.                                     | Name                   | Amt | von           | bis               |
| 1                                       | Rudesindo Salvado OSB  | emeritierter Bischof von Victoria (Australien) Abt von New Norcia | 29. März 1889 | 29. Dezember 1900 |
| 2                                       | Maximilian Albert SMA  | Apostolischer Vikar von Goldküste (Ghana) | 27. Mai 1901  | 15. Dezember 1903 |
| 3                                       | François Steinmetz SMA | Apostolischer Vikar von Dahomey (Benin) | 20. Mai 1906  | 29. März 1952     |
| 4                                       | Aristide Pirovano PIME | Apostolischer Administrator und Prälat von Macapá (Brasilien) Generaloberer am Päpstliches Institut für die auswärtigen Missionen (Gesellschaft des apostolischen Lebens) | 21. Juli 1955 | 3. Februar 1997   |